# Eotyrannus
 Eotyrannus  ist eine Gattung theropoder Dinosaurier aus der Unterkreide Europas und ein früher Vorfahre von Tyrannosaurus rex. Diese Gattung wird zu den Tyrannosauroideen gestellt, einer Verwandtschaftsgruppe innerhalb der Coelurosauria. Die einzige Art und Typusart, Eotyrannus lengi, ist von einem zu 40 Prozent erhaltenes Skelett bekannt, das in Südengland (Isle of Wight) gefunden wurde und wahrscheinlich aus der Unterkreide (Barremium) stammt. 
Eotyrannus wurde vier bis fünf Meter lang und war wie die meisten Theropoden ein zweibeinig laufender Fleischfresser. Der Gattungsname Eotyrannus bedeutet so viel wie „früher Tyrann“ oder „Tyrann der Morgenröte“, während das Artepitheth lengi den Fossiliensammler Gavin Leng ehrt, der das Skelett im Jahr 1996 entdeckt hat.
Im Jahr 2001 veröffentlichten Hutt, Naish, Martill, Barker und Newbery die wissenschaftliche Erstbeschreibung dieses Tieres.

## Fund
Das einzige Skelett (Katalognummer MIWG1997.550) stammt aus der Südwestküste der Isle of Wight und gehört stratigraphisch zur Wessex-Formation, einer Gesteinsschicht innerhalb der Wealden-Gruppe. Es besteht aus einem teilweisen Schädel (inklusive Zwischenkieferbein, einem teilweisen Oberkiefer (Maxillare), dem Nasenbein, dem Quadratum, dem Dentale, dem Tränenbein (Lacrimale) sowie Zähnen), Elementen der Körperachse (inklusive Hals-, Rücken- und evtl. Schwanzwirbel), Schulterblatt, Rabenbein, einigen Armknochen (inklusive Oberarmknochen, eventuell Elle, Speiche und Handknochen) und einigen Beinknochen (inklusive Schienbein, Wadenbein, und Fußknochen).

## Merkmale

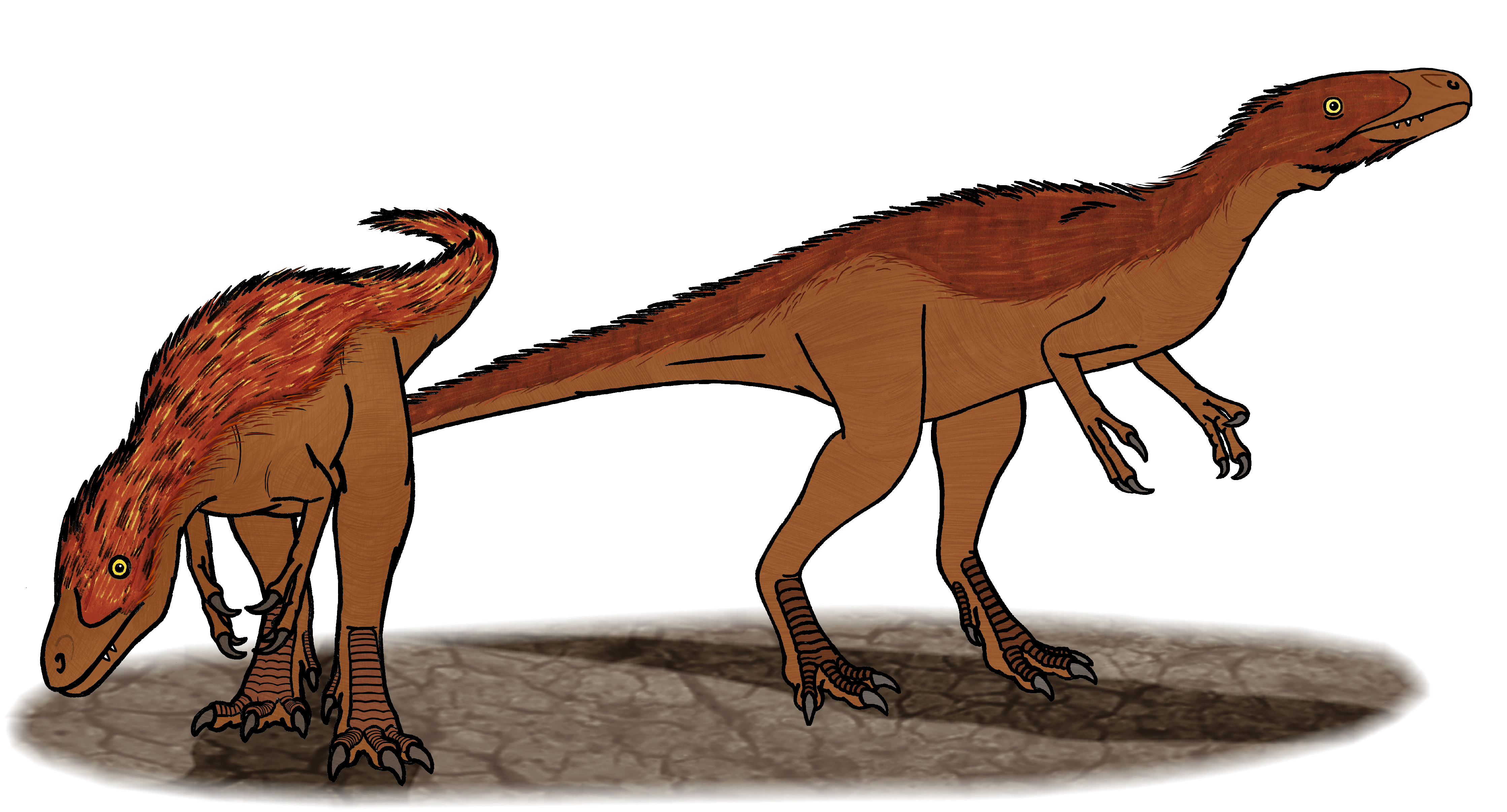
Lebendrekonstruktion von Eotyrannus

Eotyrannus weist eine Anzahl von Merkmalen auf, die auch bei anderen Tyrannosauroideen wie etwa Tyrannosaurus nachgewiesen wurden (Synapomorphien). So waren beispielsweise die Zähne des Zwischenkieferbeins am vorderen Teil des Oberkiefers kleiner und anders geformt (der Querschnitt war „D“- oder „U“-förmig) als die restlichen Zähne (Heterodontie). Außerdem war das paarige Nasenbein verschmolzen und zeigte eine raue Oberfläche.
Die Arme und insbesondere die Hände waren bei Eotyrannus im Vergleich mit anderen Theropoden außergewöhnlich lang, ähnlich wie bei anderen frühen Tyrannosauroideen wie beispielsweise Guanlong. So erreichte der zweite Finger 95 Prozent der Länge des Oberarmknochens. Spätere Tyrannosauriden wie Tyrannosaurus hatten im Kontrast dazu extrem zurückgebildete Arme und Hände. Anders als bei den späteren Tyrannosauriden war der dritte Finger bei Eotyrannus noch nicht zurückgebildet. Da das gefundene Skelett nur wenig verknöchert war, wird davon ausgegangen, dass es sich um ein juveniles (jugendliches) Exemplar gehandelt hat.